# Palm Beach Cup marzo 1985
Il Palm Beach Cup del marzo 1985 è stato un torneo di tennis giocato sulla terra rossa. È stata la 4ª edizione del torneo, che fa del Virginia Slims World Championship Series 1985. Si è giocato a Palm Beach Gardens negli USA dal 25 al 31 marzo 1985.

## Campionesse

### Singolare
Kathleen Horvath ha battuto in finale  Petra Delhees con il punteggio di 3–6, 6–3, 6–3

### Doppio
Joanne Russell /  Anne Smith hanno battuto in finale  Laura Gildemeister /  Gabriela Sabatini con il punteggio di 1–6, 6–1, 7–6